# البلدية (الرقة)
البلدية قرية سورية تتبع ناحية الكرامة في منطقة مركز الرقة في محافظة الرقة. بلغ عدد سكانها 1337 نسمة في عام 2004 حسب إحصاء المكتب المركزي للإحصاء.